# Le Solitaire (roman, 1973)
Pour les articles homonymes, voir Le Solitaire.
Le Solitaire est un roman d'Eugène Ionesco publié en 1973 au Mercure de France. 

## Résumé

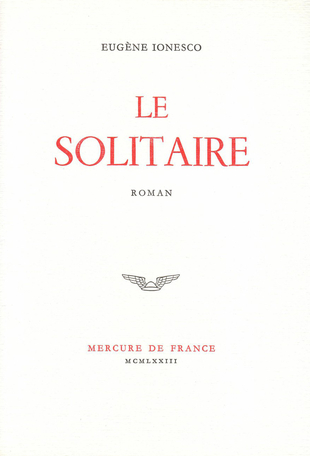
Première de couverture de l'édition de 1973 du seul roman de Ionesco

A 64 ans, Ionesco s'essaie au genre romanesque avec Le Solitaire. Un personnage à la fois marginal, obscur, modeste et solitaire employé de 35 ans, passe en revue son passé à l'occasion d'un héritage d'un oncle d'Amérique. 
« Il y en avait du monde dans ce monde, tant de visages différents et tant de pensées vraisemblablement identiques. Ou à peu près » (p. 46)

« N’importe quoi est passionnant, amusant, curieux, dramatique, insolite, mystérieux. [...] Regarder des gens qui regardent » (p. 82).
Les phrases, simples dans leur lexique, dépouillées dans leur construction, semble être une accumulation d'aphorismes, comme Le coq et l'Arlequin de Jean Cocteau. Des jeux d'échos avec des écrivains contemporains démontrent une possible filiation avec le théâtre de l'absurde de Samuel Beckett :
« Nous reprîmes du café, plusieurs cafés, plusieurs pousse-café, il s’en alla, je m’en allai » (p. 17) 
« Je me rendis compte que je pensais trop, moi qui m’étais promis de ne pas penser du tout, ce qui est bien plus sage puisque, de toute façon, personne n’y entend rien » (p. 39)
« C’est inconcevable de ne pas pouvoir concevoir l’inconcevable » (p. 75)
«Je ne suis jamais revenu de mon étonnement initial face au monde, étonnement et interrogation qui ne peuvent avoir de réponse » (p. 76) 
« [...] le commentaire ne m’intéresse pas. C’est moi le commentateur des événements » (p. 89)
« D’où étais-je ? Qui était qui ? [...] Ne pas être chez soi. Ne pas avoir un chez soi. Ne pas avoir un soi. Remuer les mains et les regarder » (p. 121)
« - Oui, dit-elle, ceux de l’intérieur ont tiré sur ceux de l’extérieur et ceux de l’extérieur sur nos clients. Nous avons du museau vinaigrette » (p. 174)

« Je m’astreignais tous les jours à aller jusqu’à la salle de bains, faire ma toilette, me raser. Cependant je ne me rasais pas quand le ciel était couvert » (p. 188)

## Réception
Ce roman est une critique de la fortune inopinée (comme le loto) qui a priori peut tout et qui en fait ne mène qu'à la solitude et à l'ennui, avec même quelques pointes de folies, comme lorsque le héros malheureux assiste près de chez lui à une manifestation révolutionnaire dans laquelle il se pense personnellement impliqué.